# Hemiprocne comata
El vencejo arborícola chico o  vencejo del bosque pequeño (Hemiprocne comata) es una especie de ave apodiforme de la familia Hemiprocnidae que vive en el sudeste asiático. 

## Distribución y hábitat
Se extiende por las selvas y manglares de la península malaya, las islas de Borneo, Sumatra, las Filipinas, y pequeñas islas circundantes. Está presente en Indonesia, Birmania, Tailandia, Malasia, Filipinas, Singapur y Brunéi.